# Kultura rzucewska

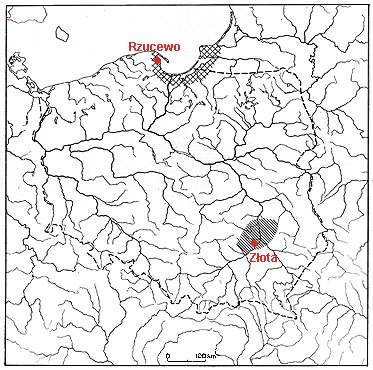
Udokumentowany zasięg kultury złockiej (linie skośne) i rzucewskiej (kratka)

Kultura rzucewska – kultura neolityczna datowana na schyłek III i początek II tysiąclecia p.n.e., o synkretycznym charakterze, na który składały się wpływy kultury ceramiki sznurowej i bałtyckich kultur strefy leśnej. Obszar oddziaływania omawianej kultury rozciągał się od Zatoki Puckiej do ujścia Niemna. Nazwa kultury pochodzi od wsi Rzucewo, położonej niedaleko Pucka, gdzie znalezione zostały pierwsze jej ślady.

## Inwentarz
Inwentarz znajdowany na stanowiskach tej kultury obejmuje siekiery kamienne o przekroju owalnym. Innymi zabytkami tej kultury są topory typu A oraz facetowane. Innymi zabytkami kamiennymi są żarna i rozcieracze. Ceramika rozwijała się w powiązaniu z wytworami kultury ceramiki sznurowej, jednak dostrzegalne są w niej cechy wyróżniające ją od innych kultur. Często występują na stanowiskach puchary o esowatym profilu oraz takie których krawędzie są zagięte do środka. Występują również misy z wyodrębnionymi wyraźnie dnami, o łagodnym profilu.  

## Podstawy gospodarcze
Potwierdzona jest uprawa zbóż, hodowla bydła i kóz, a także sporadyczne polowania na ssaki morskie. Kultura rzucewska znana jest również z obróbki bursztynu w specjalnych pracowniach, których sieć zlokalizowano na terenie Żuław Wiślanych.

## Literatura dodatkowa
- Czebreszuk J.: Schyłek neolitu i początki epoki brązu w strefie południowo-zachodniobałtyckiej (III i początki II tys. przed Chr.), Poznań 2001